# Disney+
Disney+ (izgovara se Disney Plus) je usluga videa na zahtjev kojom upravlja Disney Media and Entertainment Distribution odjel tvrtke Walt Disney.
Platforma uglavnom distribuira filmove i televizijske serije u produkciji Walt Disney Television i Walt Disney Studios, s odjeljcima posvećenim Disneyju, Pixaru, Marvelu, Zvjezdanim ratovima i National Geographicu te, na odabranim tržištima, Star-u. Disney+ također distribuira originalne filmove i televizijske serije. U Sjedinjenim Američkim Državama Disney+ je dio Disneyjeve streaming ponude zajedno s Huluom i ESPN+.
Disney+ pokrenut 12. studenoga 2019. u Sjedinjenim Američkim Državama, Kanadi i Nizozemskoj sljedeći tjedan pokrenut je u Australiji, Novom Zelandu i Portoriku. Kasnije i u drugim državama diljem svijeta, i dalje nije dostupan svugdje u svijetu.
Dana 25. siječnja Disney je najavio da će na ljeto 2022. pokrenuti svoju uslugu u 42 zemlje i 11 novih teritorija, među kojima je bila i Hrvatska. Usluga je pokrenuta u Hrvatskoj 14. lipnja po cijeni od 7,99 eura mjesečno ili 79,90 eura godišnje. Usluga nije lokalizirana. Hrvatski jezik nije dostupan u obliku sinkronizacije ili titlova.

## Također pogledajte
- Max (streaming usluga)
- Netflix
- SkyShowtime
- Streaming

## Vanjske poveznice
- Službena stranica